# ワーテルロー (映画)
『ワーテルロー』(Waterloo) は、1970年のイタリア・ソ連合作映画。

## 概要
1815年6月18日に行われたワーテルローの戦いを主題にした映画。フランス皇帝ナポレオン・ボナパルトとイギリス軍司令官ウェリントン公アーサー・ウェルズリーの戦いを描く。早朝から夕方までの戦況の変化を克明に描写、イギリス軍拠点ウーグモンへの攻撃に始まり、フランス歩兵の前進、イギリス竜騎兵の突撃と全滅、フランス騎兵の突撃とイギリス軍方陣の戦闘、フランス近衛兵の投入と全滅などが細かく描かれている。
撮影には当時のソ連軍が全面協力し、英独蘭仏合わせて総勢20万の大軍が激突した戦いを合成などを一切使わずに再現した。ナポレオンを題材にした映画では、レフ・トルストイ原作でソ連が映像化した『戦争と平和』に並ぶスケール感を持つ。
イタリアの著名プロデューサー、ディノ・デ・ラウレンティスがソ連のモスフィルムと組んで製作したが、全世界のマーケットを視野に入れたため、キャストには欧米の一流俳優が起用された。ソ連オリジナル全長版は240分の上映時間。
イギリスでは人気を得たものの、制作費を回収するには至らず商業的には失敗に終わった。このため、スタンリー・キューブリックは念願だったナポレオン伝の映画化を断念した。

## あらすじ
ナポレオン・ボナパルトはその優れた軍事的・政治的手腕、革命的思想によって全ヨーロッパを席巻したが、スペインやロシア、ライプツィヒで敗北を重ね、1814年4月、オーストリア・ロシア軍をはじめとする同盟軍のパリ入城を許していた。ミシェル・ネイをはじめとする元帥たちはナポレオンに退位を迫り、一度は退位を拒否し同盟軍への徹底抗戦を唱えたナポレオンも、パリ防衛を任せていたオーギュスト・マルモン元帥の降伏を知るとやむなく退位文章に署名する。フォンテーヌブロー宮殿で老近衛隊に別れを告げた後、ナポレオンは放流先のエルバ島へ向かった。
しかし10か月後の1815年3月、ナポレオンはエルバ島を脱出し、フランスへと上陸した。フランス国王ルイ18世はナポレオン討伐の兵を差し向けるが、彼らはことごとくナポレオンに帰順、兵士や市民の歓声の中、ナポレオンはパリ入りし、ルイ18世を追放して再び皇帝の座に着いた。
各国がフランスに宣戦、ナポレオンを法外処分にしてフランスに対する包囲網を築きあげる中、ナポレオンはブリュッセル近郊にいたウェリントン公アーサー・ウェルズリー元帥率いる英蘭連合軍、ゲプハルト・レベレヒト・フォン・ブリュッヒャー元帥率いるプロイセン王国軍の各個撃破を意図し、みずから兵を率いて6月15日夜、ブリュッセルへ向かう。そのころ、フランス軍来襲の報に触れたウェリントンは出席していた舞踏会を抜け出し、部下たちと作戦会議を開いていた。ウェリントンが防衛線として目を付けた村々にはワーテルローの名もあった。
フランス軍は6月16日、リニー、カトル・ブラにおいてそれぞれプロイセン軍、英蘭連合軍を退却させることに成功するが、プロイセン軍は悪天候にも助けられてエマニュエル・ド・グルーシー元帥の追撃をかわしながら英蘭連合軍との再合流を目指し、英蘭連合軍もワーテルローの近郊に部隊を展開させていた。6月17日、この日は豪雨によりフランス軍・英蘭連合軍ともに作戦行動はできなかったが、ナポレオン、ウェリントンともに不安な夜を過ごしていた。グルーシーの部隊、プロイセン軍の出方次第で勝敗が決まるからである。
そして6月18日。17日からの豪雨により地面は泥濘と化し、フランス軍は砲兵が移動できるよう、地面が乾く正午まで総攻撃を控えなくてはならなかった。11時35分、両軍の砲兵による砲煙と爆煙が空を埋め尽くす中、フランス軍の戦列歩兵が英蘭連合軍右翼部隊の守るウーグモン農場に進撃を開始した。のちに「ワーテルローの戦い」と呼ばれることになる戦闘の始まりであった。

## スタッフ
- 監督：セルゲイ・ボンダルチュク
- 製作：ディノ・デ・ラウレンティス
- 脚本：ディノ・デ・ラウレンティス、H.A.L クレイグ、ヴィットリオ・ボニチェリ
- 音楽：ニーノ・ロータ

## キャスト
- ロッド・スタイガー：ナポレオン一世
- クリストファー・プラマー：ウェリントン公
- ジャック・ホーキンス：ピクトン将軍（英語版）
- オーソン・ウェルズ：ルイ18世
- ヴァージニア・マッケンナ：リッチモンド公爵夫人（英語版）
- ダン・オハーリー：ネイ元帥
- セルゴ・ザカリアズ：ブリュッヘル元帥
- アイヴォ・ガラーニ：スルト元帥